# Preston (Name)
Preston ist sowohl ein englischer Familienname als auch Vorname (siehe auch -ton).

## Namensträger

### Familienname

#### A
- Andrew Preston (Geschäftsmann) (1846–1924) amerikanischer Geschäftsmann
- Ann Preston (1813–1872), amerikanische Ärztin
- Anthony W. Preston, US-amerikanischer Schauspieler
- Arthur Murray Preston (1913–1968), US-amerikanischer Navy-Offizier
- Arthur Preston (1883–1936), Bischof von Woolwich

#### B
- Billy Preston (1946–2006), US-amerikanischer Musiker

#### C
- Carrie Preston (* 1967), US-amerikanische Schauspielerin und Regisseurin
- Chanel Preston (* 1985), US-amerikanische Pornodarstellerin
- Charles Preston (um 1735–1800), britischer Major
- Cynthia Preston (* 1968), kanadische Schauspielerin

#### D
- Denis Preston (1916–1979), britischer Musikproduzent und Jazzkritiker
- Don Preston (* 1932), US-amerikanischer Rockmusiker und Filmmusikkomponist
- Douglas Preston (* 1956), US-amerikanischer Schriftsteller

#### E
- Eddie Preston (1928–2009), US-amerikanischer Jazz-Trompeter und Flügelhornist
- Ernest Preston (1901–1966), englischer Fußballspieler

#### F
- Frances Williams Preston († 2012), US-amerikanische Unternehmerin
- Francis Preston (Politiker) (1765–1835), US-amerikanischer Politiker
- Francis Preston (Segler) (1913–1975), britischer Regattasegler
- Francis Preston Blair (1791–1876), US-amerikanischer Journalist und Politiker
- Francis Preston Blair junior (1821–1875), US-amerikanischer Politiker und Generalmajor der Unionsarmee
- Francis Preston Blair Lee (1857–1944), US-amerikanischer Politiker
- Francis Preston Venable (1856–1934), US-amerikanischer Chemiker
- Frank W. Preston (1896–1989), englisch-amerikanischer Ingenieur und Ökologe

#### G
- George W. Preston (* 1930), US-amerikanischer Astronom
- Gordon Preston (1925–2015), englischer Mathematiker
- Gilbert of Preston († 1274), englischer Ritter und Richter

### H
- Howard Preston, US-amerikanischer Physiker, Ingenieur, Designer, Manager, Erfinder

#### I
- Isabella Preston (1881–1965), kanadische Botanikerin und Autorin

#### J
- J. A. Preston (James Allen Preston; * 1932), US-amerikanischer Schauspieler
- Jacob Alexander Preston (1796–1868), US-amerikanischer Politiker
- James Preston (Cricketspieler) (1792–1842), englischer Cricketspieler
- James Preston (Schauspieler) (* 1988), US-amerikanischer Schauspieler
- James Preston (Leichtathlet) (* 1997), neuseeländischer Mittelstreckenläufer
- James B. Preston (1926–2004), US-amerikanischer Neurophysiologe
- James H. Preston (1860–1938), US-amerikanischer Politiker, Bürgermeister von Baltimore
- James Moore Preston (1873–1962), US-amerikanischer Maler und Illustrator
- James Patton Preston (1774–1843), US-amerikanischer Politiker
- Jenico Preston, 14. Viscount Gormanston (1837–1907), Gouverneur von Britisch-Guayana und Tasmanien
- John Preston (Geistlicher) (1587–1628), englischer anglikanischer Geistlicher und Meister des Emmanuel College in Cambridge
- John Preston (1945–1994), US-amerikanischer Autor, Essayist und Journalist
- Johnny Preston (1939–2011), US-amerikanischer Rock'n'Roll-Sänger
- Jon Preston (* 1967), neuseeländischer Rugby-Union-Spieler

#### K
- Keith Preston (* 1947), britischer Golfplatz-Architekt; ehem. schwedischer und österreichischer Golf-Nationaltrainer
- Kelly Preston (1962–2020), US-amerikanische Schauspielerin
- Kenneth Preston (Segler) (1901–1995), britischer Regattasegler
- Kenneth O. Preston (* 1957), Unteroffizier der United States Army
- Kiki Preston (1898–1946), US-amerikanische Großwildjägerin und Pferdezüchterin

#### L
- Lewis T. Preston (1926–1995), US-amerikanischer Bankier

#### M
- Margaret Preston (1875–1963), australische Malerin und Grafikerin
- Maurice A. Preston (1912–1983), US-amerikanischer General der Luftwaffe
- May Wilson Preston (1873–1949), US-amerikanische Malerin, Illustratorin und Frauenrechtlerin
- Michael Preston (* 1938), britischer Schauspieler, Sänger und ehemaliger Boxer

#### N
- Nikki Preston (* 1985), US-amerikanische Radiomoderatorin, Model und Schauspielerin

#### P
- Paul Preston (* 1946), britischer Historiker
- Peter Preston (Politiker) (1935–2016), kanadischer Politiker
- Peter Preston (Journalist) (1938–2018), britischer Journalist
- Peter Lewys Preston (* 1990), deutscher Schauspieler und Sänger
- Prince Hulon Preston junior (1908–1961), US-amerikanischer Politiker

#### R
- Rebecca Preston (* 1979), australische Triathletin
- Richard Preston (Politiker) (1768–1850), englischer Politiker
- Richard Preston (Schriftsteller) (* 1954), US-amerikanischer Schriftsteller
- Richard Preston, 1. Earl of Desmond (* vor 1571; † 1628), schottischer Höfling und Adliger
- Richard Franklin Preston (1860–1929), kanadischer Politiker
- Richard John Preston (* 1952), kanadischer Eishockeyspieler und -trainer, siehe Rich Preston
- Robert Preston (1918–1987), US-amerikanischer Schauspieler

#### S
- Samuel Preston (Politiker) (1665–1743), US-amerikanischer Politiker und Jurist
- Samuel H. Preston (* 1943), US-amerikanischer Demograf
- Samuel Tolver Preston (1844–1917), englischer Physiker
- Samuel W. Preston (1840–1865), Offizier der U.S. Navy
- Simon Preston (1938–2022), britischer Organist, Dirigent und Komponist
- Simon Preston (Dartspieler) (* 1967), englischer Dartspieler
- Steve Preston (* 1960), US-amerikanischer Politiker

#### T
- Taylah Preston (* 2005), australische Tennisspielerin
- Thomas Preston (Komponist) († nach 1559), englischer Komponist
- Thomas Preston (Autor) (1537–1598), englischer Autor
- Thomas Preston (Mönch) (1563–1640), englischer Ordensgeistlicher
- Thomas Preston, 1. Viscount Tara (1585–1655), irischer Peer und General
- Thomas Preston, 3. Viscount Tara (1652–1674), irischer Peer
- Thomas Preston (Offizier) (um 1722–um 1798), britischer Offizier, siehe Massaker von Boston
- Thomas Preston (Physiker) (1860–1900), US-amerikanischer Physiker
- Thomas Preston (Amarillo Slim; 1928–2012), US-amerikanischer Pokerspieler
- Thomas Hildebrand Preston (1886–1976), britischer Diplomat
- Thomas J. Preston, Jr. (1862–1955), US-amerikanischer Archäologe
- Thomas Scott Preston (1824–1891), US-amerikanischer Geistlicher, Generalvikar von New York
- Tom Preston-Werner (* 1979), US-amerikanischer Milliardär, Softwareentwickler und Unternehmer

#### V
- Vic Preston junior (* 1950), kenianischer Rallyefahrer

#### W
- Walter Preston (1819–1867), konföderierter Politiker (Virginia)
- Ward Preston (1932–2016), US-amerikanischer Szenenbildner und Artdirector
- Wayde Preston (1929–1992), US-amerikanischer Schauspieler
- William Preston (Kapitän), britischer Kapitän
- William Preston (Politiker, 1816) (1816–1887), US-amerikanischer Politiker und Offizier (Kentucky)
- William Preston (Politiker, 1874) (1874–1941), britischer Politiker
- William B. Preston (1805–1862), US-amerikanischer Politiker
- William C. Preston (1794–1860), US-amerikanischer Politiker
- William Everett Preston (1946–2006), US-amerikanischer Musiker, siehe Billy Preston

### Vorname
- Preston Henn (1931–2017), US-amerikanischer Automobilrennfahrer und Unternehmer
- Preston Jackson (1902–1983), US-amerikanischer Jazz-Posaunist des New-Orleans-Jazz und Chicago-Jazz
- Preston Jones (* 1966), US-amerikanischer Historiker
- Preston Love (1921–2004), US-amerikanischer Jazzmusiker
- Preston E. Peden (1914–1985), US-amerikanischer Politiker
- Preston Sturges (1898–1959), US-amerikanischer Drehbuchautor und Regisseur